# 橘红悬钩子
橘红悬钩子（学名：Rubus aurantiacus）是蔷薇科悬钩子属的植物，为中国的特有植物。分布在中国大陆的四川、西藏、云南等地，生长于海拔1,500米至3,300米的地区，常生于山谷、山坡疏密木林中、溪旁或灌丛中。

## 变种
- 钝叶橘红悬钩子（学名：Rubus aurantiacus var. obtusifolius）为蔷薇科悬钩子属下的一个变种。